# 十月惊奇
十月惊奇是一个美国政治术语，指美国在11月选举前发生、可能对大选结果产生影响的新闻事件。这些新闻事件可能是蓄谋已久，也可能是突然发生。由于美国选举日总是安排在11月上旬，10月发生的事件最有可能左右投票者的意向。该词汇由罗纳德·里根的竞选经理威廉·约瑟夫·卡西在1980年发明。